# Hans van Mierlo
Henricus Antonius Franciscus Maria Oliva van Mierlo, dit Hans van Mierlo, parfois surnommé Hafmo en raison de ses initiales, né le 18 août 1931 à Bréda et mort le 11 mars 2010 à Amsterdam, est un journaliste et homme politique néerlandais.
Membre fondateur du parti Démocrates 66 (D66), qu'il dirige à deux reprises, de sa création en 1966 à 1973 et de 1986 à 1998, il est également ministre de la Défense de 1981 à 1982 sous Dries van Agt, puis vice-Premier ministre et ministre des Affaires étrangères de 1994 à 1998 sous Wim Kok.

## Éléments personnels

### Formation et carrière
Après avoir fini ses études secondaires à Nimègue en 1951, il effectue des études supérieures de droit à l'université catholique de Nimègue entre 1952 et 1960.
En 1957, il commence à travailler comme rédacteur adjoint au journal français L'Indépendant, à Perpignan, tout en voyageant à travers la France. Il revient aux Pays-Bas en 1960, comme rédacteur de l'Algemeen Handelsblad, pour lequel il travaille pendant sept ans.

### Vie privée

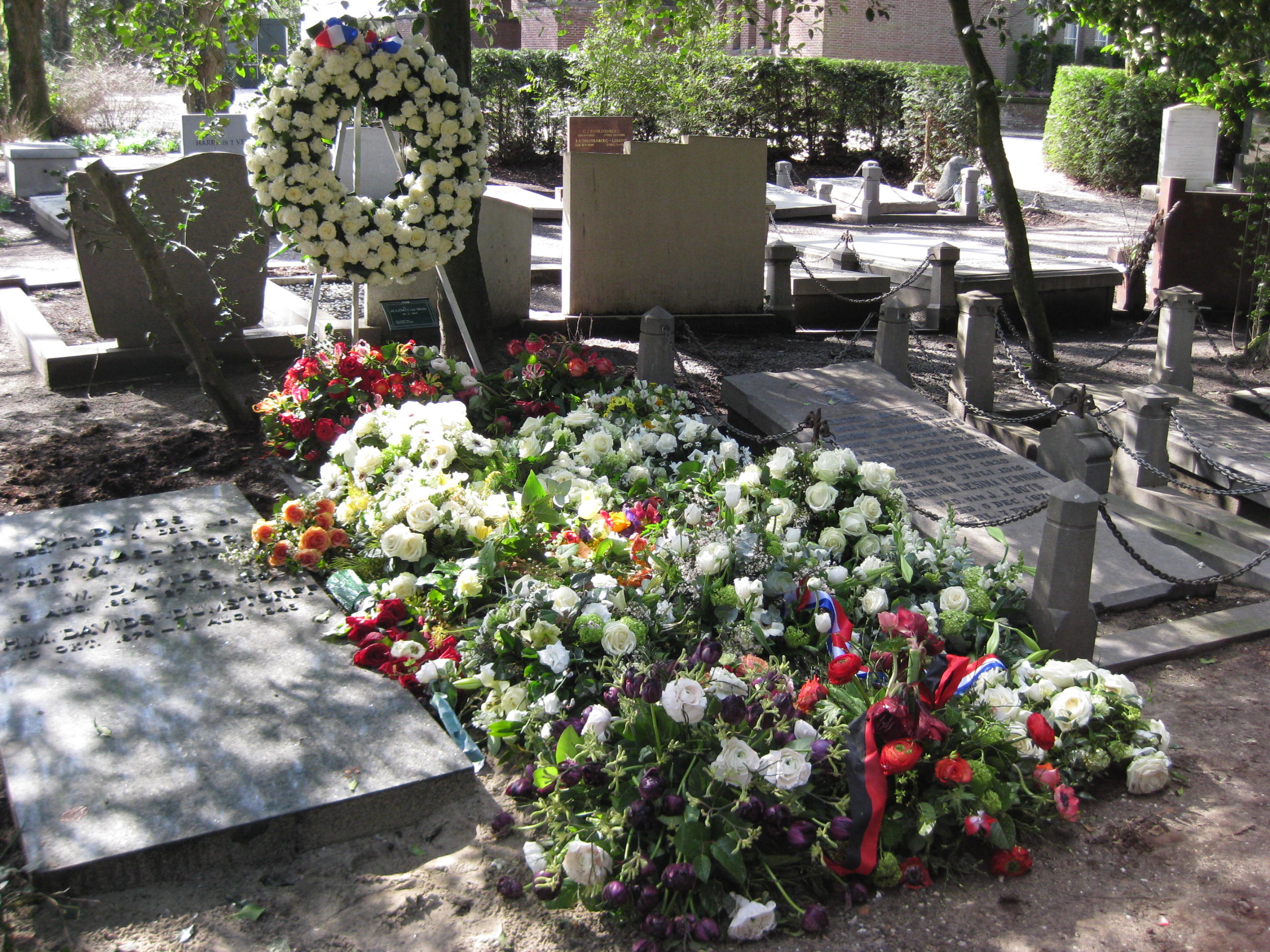
Tombe de Hans van Mierlo au cimetière de Zorgvlied d'Amsterdam.

D'origine catholique, une religion qu'il pratique un temps, Hans van Mierlo est issu d'une famille de banquiers. Il est marié trois fois et père de trois enfants. En 1961, il épouse Anna Los, avec qui il aura un fils, Oliver Joseph. Ils se séparent au bout de deux ans, lui se remarie en 1964 avec Olla van Maasdijk. Ensemble, ils auront deux filles, Marieke et Stanja. Le couple divorce au bout de vingt ans.
Il fréquente ensuite Gretta Nieuwenhuizen, à qui il fera rencontrer son futur mari, Wim Duisenberg. Il vit également une aventure avec Aafke van der Made.
Il entame, en 1999, une relation avec l'écrivaine Connie Palmen, qu'il épouse en 2009. Il décède cependant un an plus tard, à 78 ans, dans un hôpital d'Amsterdam. Une messe en sa mémoire est célébrée le 16 mars dans l'enceinte des États généraux. Il est enterré deux jours plus tard, dans le cimetière de Zorgvlied, à Amsterdam. À partir de 2000, Hans van Mierlo vit avec un foie transplanté, car le sien est détruit par une hépatite C contractée en 1982, maladie qui finira cependant par causer sa mort.

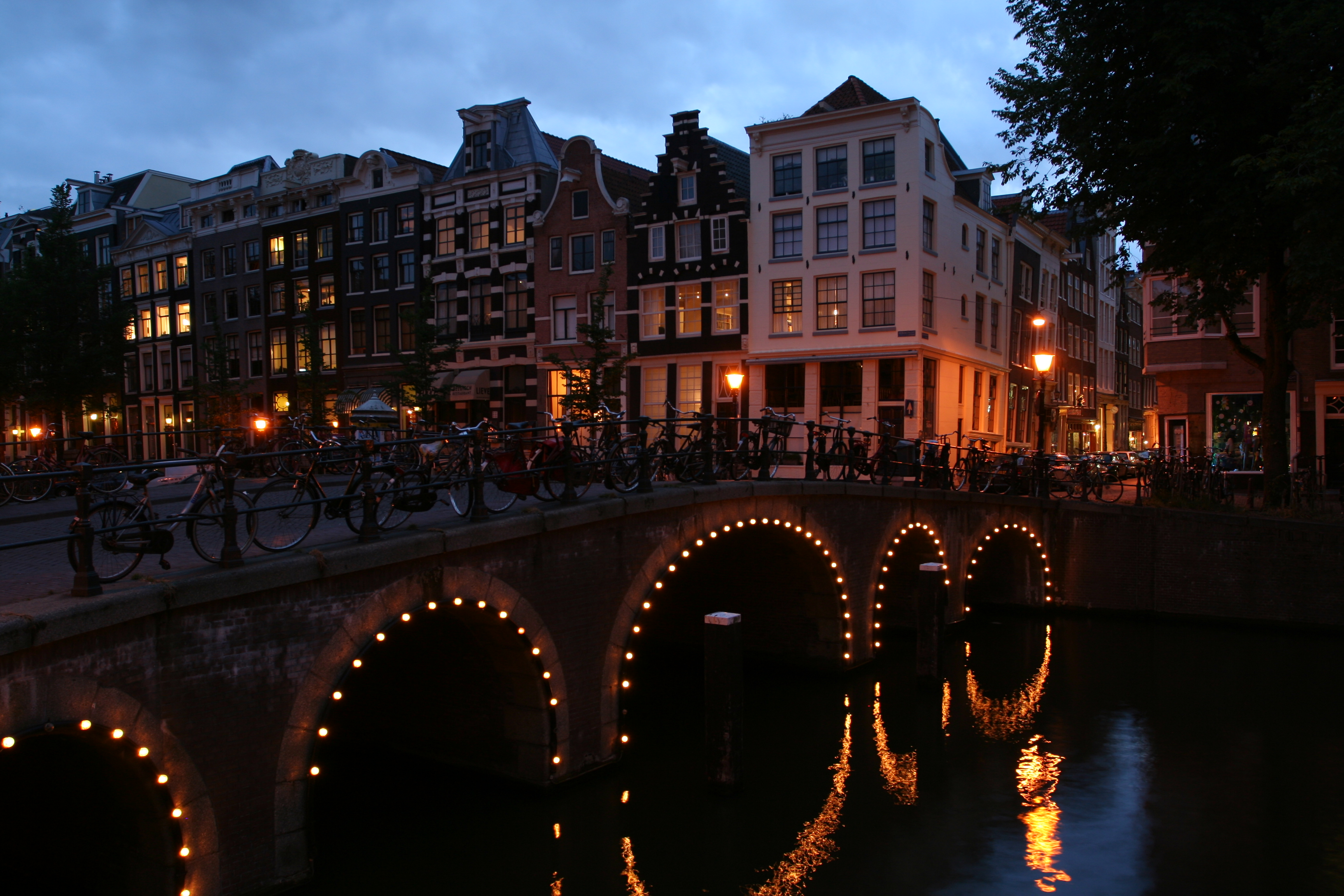
Le pont Hans van Mierlo à Amsterdam.

En 2021, sa famille inaugure le pont Hans van Mierlo (Hans van Mierlobrug) au-dessus du Herengracht dans le centre-ville d'Amsterdam, dans le prolongement du Blauwburgwal. La municipalité valide l'année précédente le projet de baptiser le pont en l'honneur de Hans van Mierlo, sur proposition des Démocrates 66. Situé dans le quartier dans lequel Hans van Mierlo résidait de son vivant, il porte le numéro 18 dans la nomenclature des ponts de la ville. Construit en 1977, le pont, à l'instar de nombreux autres à Amsterdam, ne dispose jusque-là que de son numéro, sans nom.

## Parcours politique

### Fondation des Démocrates 66 (1966-1973)
Le 30 avril 1966, Hans van Mierlo se réunit à Amsterdam avec plusieurs autres personnes, dont certaines font partie de partis politiques existants, pour débattre d'une nouvelle initiative politique. Il prend la tête de ce groupe le 14 septembre, puis lance, le 10 octobre suivant, « l'appel de 1966 », qui invite les Néerlandais à reprendre le contrôle de leurs institutions, dénonce le système de la pilarisation et appelle à la mise en œuvre d'une politique pragmatique et scientifique.

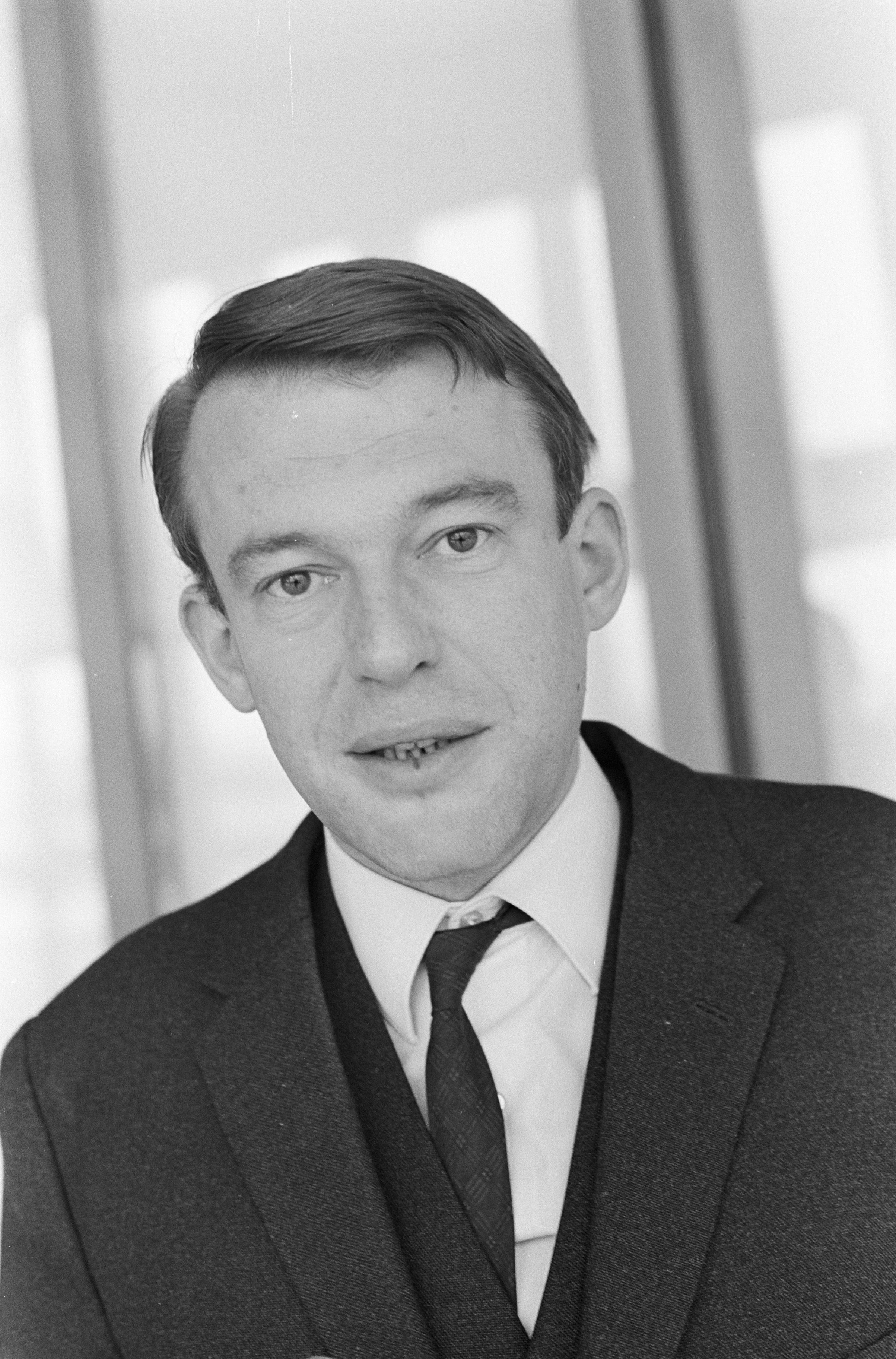
Hans van Mierlo en 1966.

Les initiateurs de l'appel décident alors de créer un parti, dont la fondation a lieu quatre jours plus tard sous le nom de Démocrates 66 (D'66). Élu chef politique de la formation, Hans van Mierlo est désigné, le 27 décembre, chef de file pour les élections législatives du 15 février 1967. En dépit de la jeunesse de son parti et grâce à une campagne moderne, qui lui vaut de faire la une du New York Times, il réussit à faire entrer les Démocrates 66 à la Seconde Chambre des États généraux avec 4,4 % des voix et 7 mandats de représentants. Il est alors porté à la présidence du groupe parlementaire.
Très vite toutefois, un désaccord va survenir entre lui et ses troupes. Il soutient en effet l'idée d'une alliance avec le Parti travailliste (PvdA), d'orientation sociale-démocrate, ce que son groupe refuse car il s'oppose au système politique dans son ensemble et au fait d'être une remorque du PvdA. Un peu avant les élections du 28 avril 1971, il décide toutefois de faire participer le parti à un « cabinet fantôme » avec les sociaux-démocrates et le Parti politique des radicaux (PPR), dans lequel il est vice-Premier ministre et ministre sans portefeuille.
Lors du scrutin, le parti progresse à 6,7 % des suffrages et 11 mandats de représentants, mais la coalition pressentie ne récolte que 52 postes de parlementaires. La coalition à cinq partis mise en place par le Premier ministre Barend Biesheuvel ne tient cependant qu'un an ; un nouveau scrutin est convoqué le 29 novembre 1972. À nouveau chef de file, Van Mierlo ne recueille cette fois-ci que 4,1 % des suffrages et 6 mandats de représentants, ce qui le pousse à démissionner de la direction du parti et du groupe parlementaire.
Il reste toutefois représentant, occupant le poste de porte-parole du groupe pour les Affaires étrangères et la Défense, jusqu'aux élections de 1977, après lesquelles il se met en retrait de la vie politique.

### Premier retrait (1977-1981)
Il travaille alors au sein du comité de développement Pays-Bas – Suriname (Commissie Ontwikkelingssamenwerking Nederland-Suriname, CONS) et présente un programme sur la chaîne VARA en compagnie du social-démocrate Marcel van Dam intitulé « Le retour de la droite ». En 1980, il est choisi par Laurens Jan Brinkhorst pour prononcer le discours d'ouverture du congrès des Démocrates 66. Il parvient alors à faire évoluer la position du parti sur le déploiement des armes nucléaires en Europe de l'Ouest, passant d'un « Non » à un « Non, sauf ».

### Ministre de la Défense, puis sénateur (1981-1986)

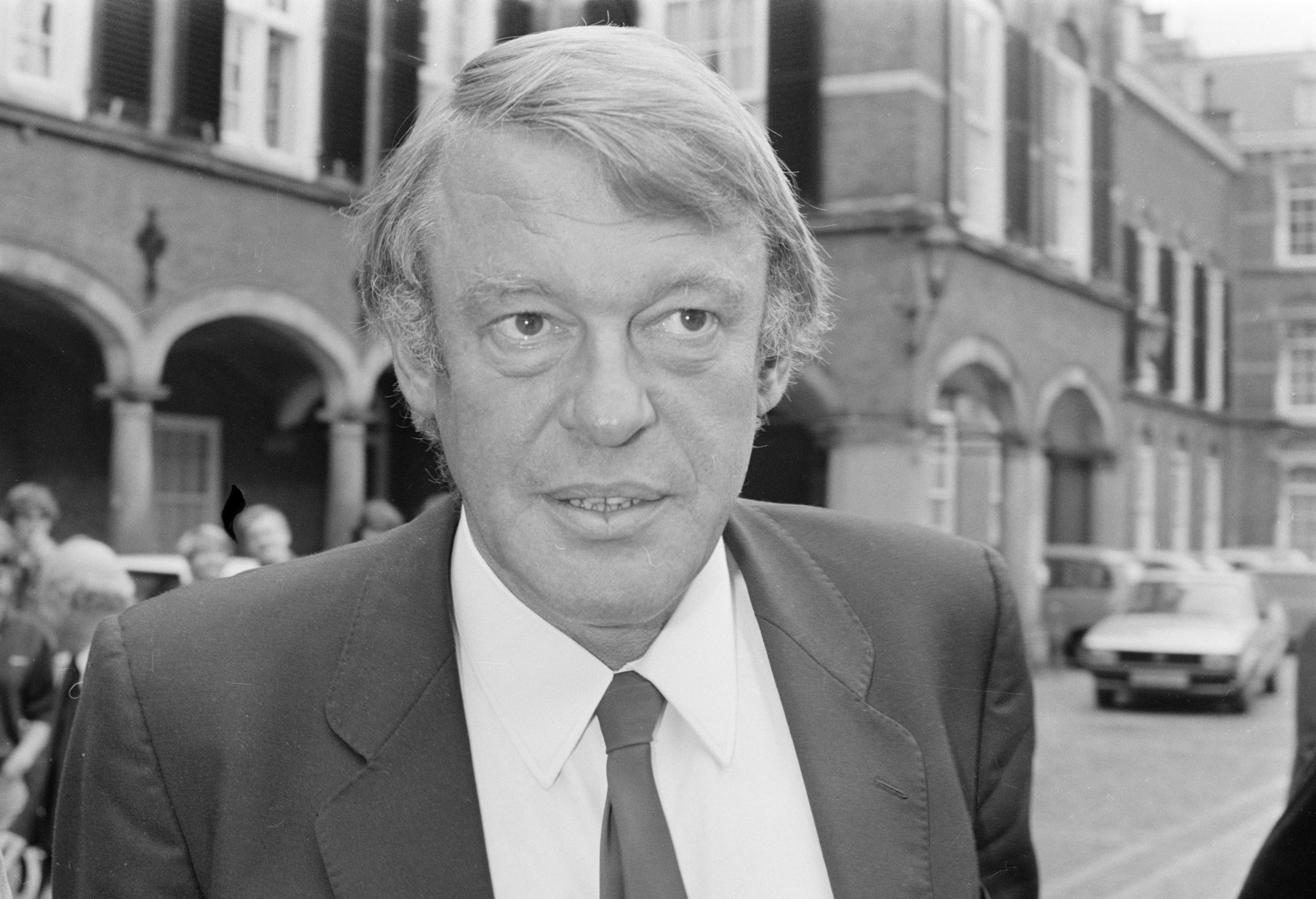
Hans van Mierlo au Binnenhof en août 1981.

Lorsque Dries van Agt, de l'Appel chrétien-démocrate (CDA), décide de former une coalition gouvernementale avec le Parti travailliste et les Démocrates 66, Hans van Mierlo fait partie des personnalités appelées à l'exécutif. Il hérite du portefeuille de la Défense à partir du 11 septembre 1981, dans le deuxième cabinet de Van Agt. À ce titre, il se déplace au Liban en 1982 afin de rendre visite aux soldats néerlandais de la FINUL et contracte, à l'occasion d'une transfusion sanguine, l'hépatite C.

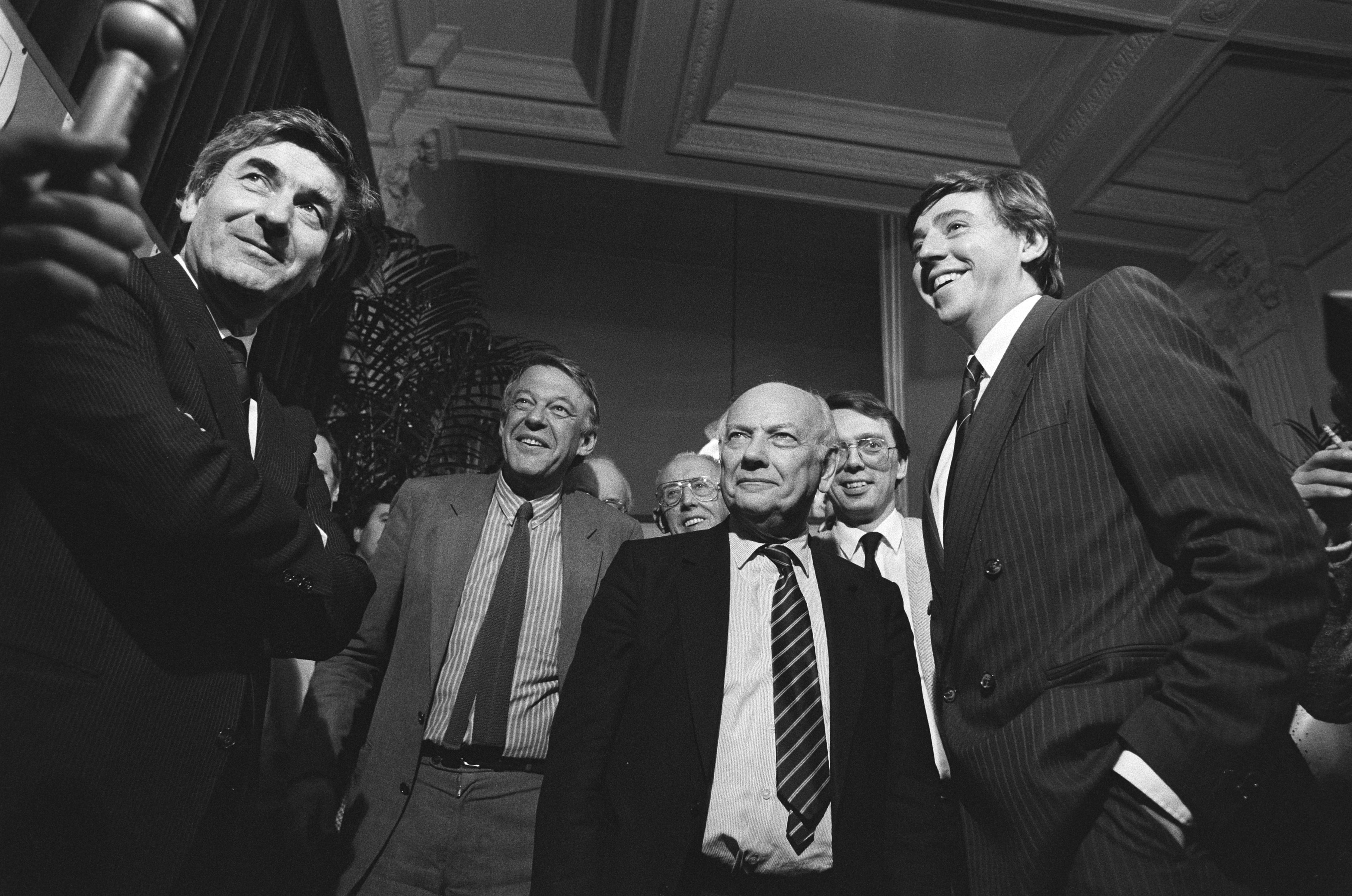
Hans van Mierlo (deuxième en partant de la gauche), Ruud Lubbers, Joop den Uyl et Ed Nijpels en 1986.

Le gouvernement chute, à la suite du retrait des sociaux-démocrates, le 12 mai 1982, tandis qu'un cabinet minoritaire prend le relais dix-sept jours plus tard, avec mission d'organiser les élections anticipées du 8 septembre suivant. Une coalition gouvernementale de centre droit dirigée par Ruud Lubbers entre en fonction et Hans van Mierlo quitte le gouvernement le 4 novembre. Un an plus tard, il fait partie des six candidats des Démocrates 66 élus à la Première Chambre des États généraux, où il siège jusqu'en 1986.
Dans le même temps, il fait à nouveau partie du CONS et intègre le comité consultatif des affaires de la défense (ADA).

### Retour à la direction du parti et au gouvernement (1986-1998)

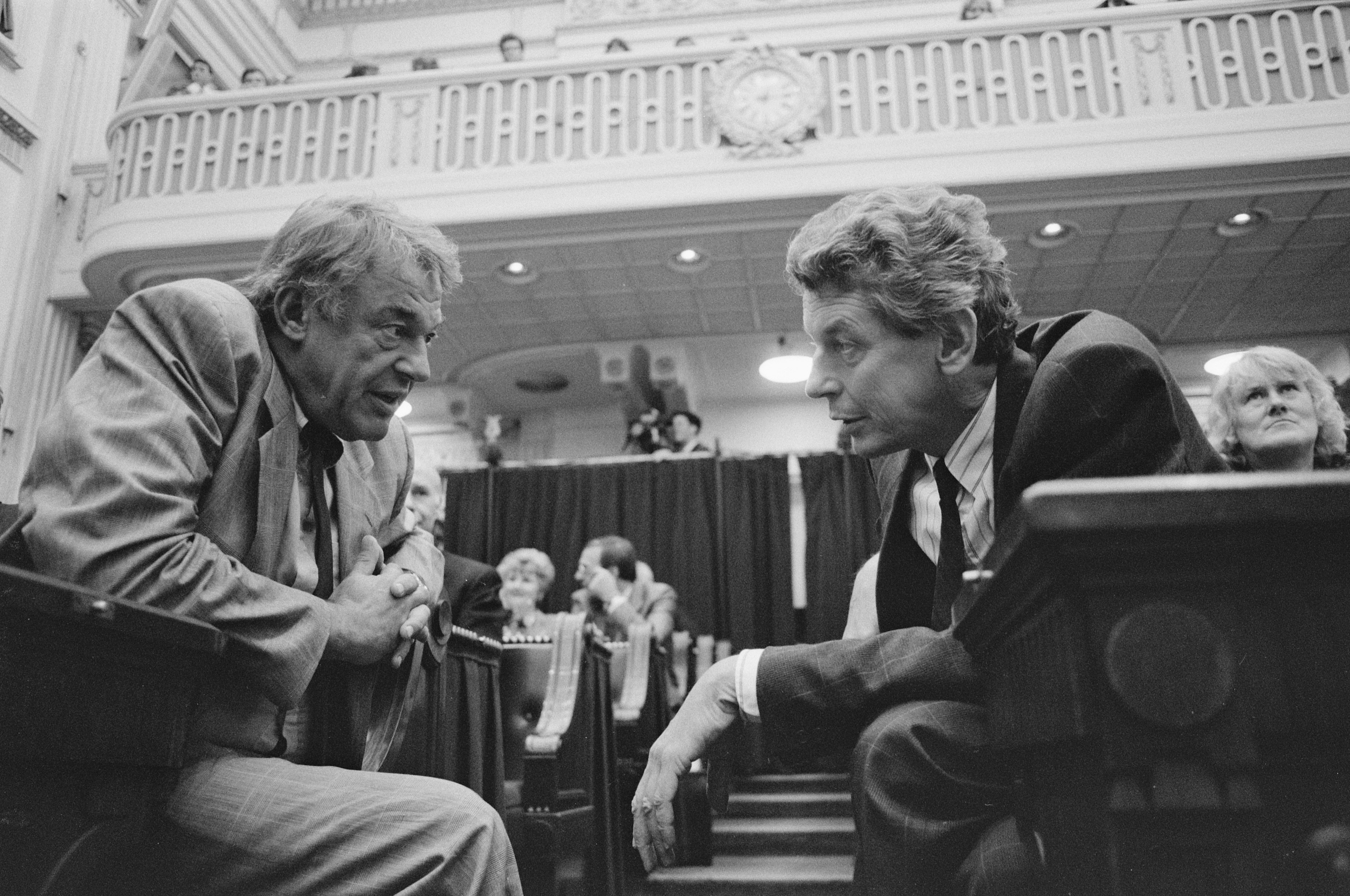
Hans van Mierlo s'entretenant avec Wim Kok à la Seconde Chambre, en 1989.

Réélu chef politique des Démocrates 66 le 25 janvier 1986, il est proclamé le même jour chef de file pour les élections législatives du 21 mai, au cours desquelles le parti passe de six à neuf mandats de représentants. Il retrouve alors la présidence du groupe parlementaire à la Seconde Chambre. Au scrutin anticipé du 6 septembre 1989, le parti obtient trois mandats de plus et est même un temps pressenti pour revenir au gouvernement avec le CDA et le PvdA, mais refuse finalement de participer. Les D66 s'opposent en effet à l'exigence des chrétiens-démocrates de détenir la majorité des postes ministériels.
Il conduit à nouveau la campagne des Démocrates 66 lors des élections du 3 mai 1994 et obtient le score alors historique de 15,9 % des voix et 24 représentants sur 150. Il négocie la participation de son parti à une « coalition violette », la première du genre, l'associant aux sociaux-démocrates de Wim Kok et aux libéraux (VVD) de Frits Bolkestein. Le 22 août 1994, après un processus de formation de cent onze jours, Hans van Mierlo est nommé vice-Premier ministre et ministre des Affaires étrangères dans le premier gouvernement sans participation d'un parti confessionnel depuis 1918.

### Retrait définitif

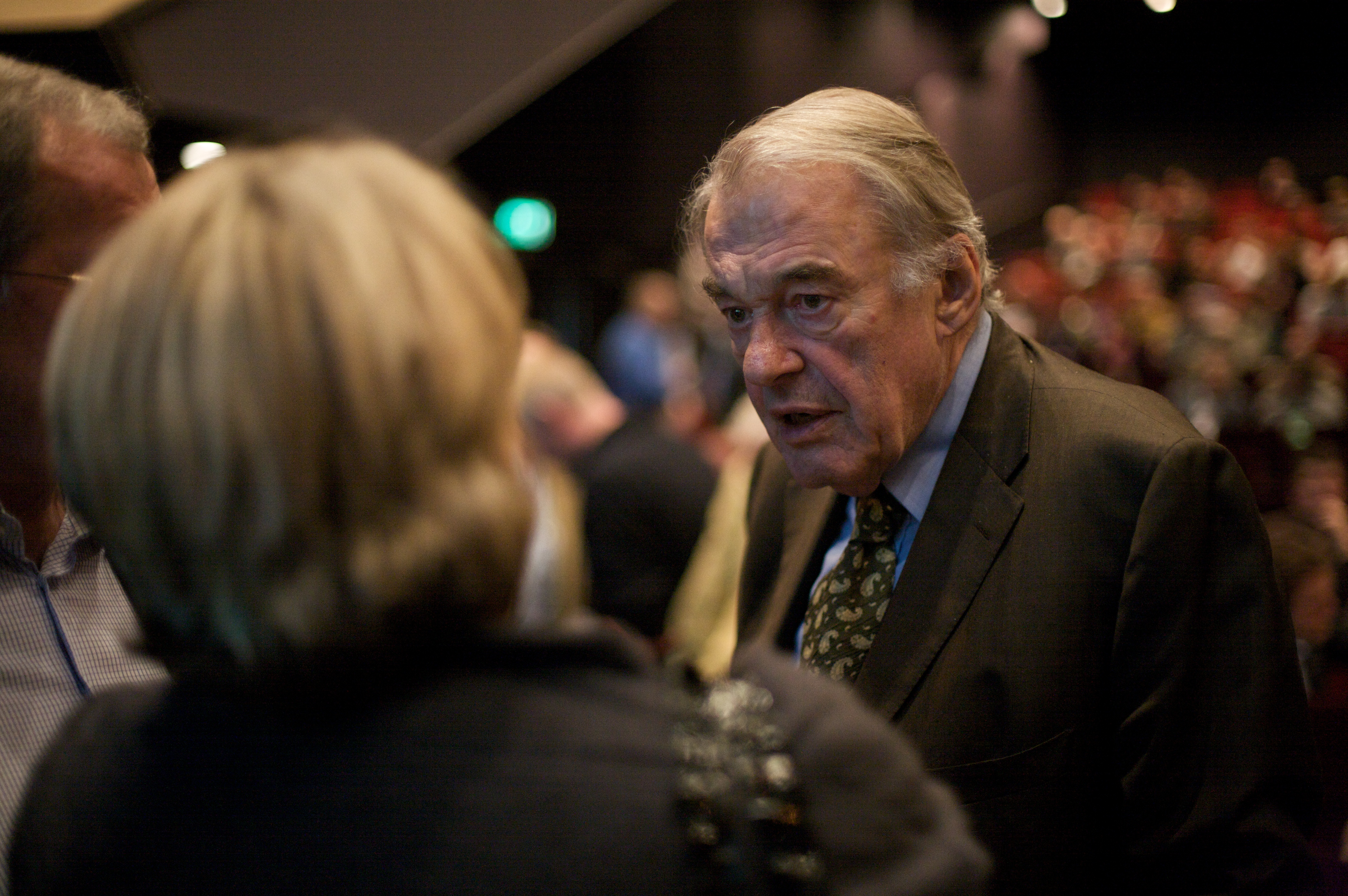
Hans van Mierlo au congrès des Démocrates 66, en 2009.

Après avoir annoncé, en mars 1997, sa volonté de ne pas être de nouveau chef de file pour les élections législatives de 1998 et de renoncer à la direction politique des Démocrates 66, il propose, le 2 juin, la candidature de la ministre de la Santé, Els Borst, pour le remplacer. Cette dernière lui succède à la direction du parti et en tant que vice-Première ministre le 3 août dans le second cabinet de Wim Kok. Hans van Mierlo figure toutefois sur la liste du parti pour le scrutin du 6 mai 1998, mais décide de démissionner de son mandat de représentant le 18 août, ce qui lui vaut les critiques de la Gauche verte (GL). Il reçoit, le 24 octobre, le titre de ministre d'État, un titre honorifique décerné par le souverain sur proposition du gouvernement.
Il est choisi quatre ans plus tard pour faire partie de la Convention sur l'avenir de l'Europe, dont il démissionne en 2004 à la suite d'un désaccord avec le gouvernement du chrétien-démocrate Jan Peter Balkenende.